# Tales to Astonish
Tales to Astonish és el nom de dues sèries de còmics estatunidencs i un one-Shot publicats per Marvel Comics.
El títol principal amb aquest nom es va publicar des de gener de 1959 fins a març de 1968. Va començar com una antologia de ciència-ficció que va servir d'aparador per a artistes com Jack Kirby i Steve Ditko, i després va comptar amb superherois durant el període que els aficionats i historiadors anomenen l'Edat de Plata dels Còmics. Es va convertir en The Incredible Hulk amb el número núm. 102 (abril de 1968). El seu títol germà era Tales of Suspense.
Un segon còmic de Marvel que porta el nom, reimprimint històries del governant submarí Sub-Mariner, va tenir 14 números entre desembre de 1979 i gener de 1981. El 1994 es va produir un one-shot de superherois.

## Historia de les publicacions
| Any  | Circulació |
| ---- | ---------- |
| 1960 | 163.156    |
| 1961 | 184.895    |
| 1962 | 139.167    |
| 1963 | 189.390    |
| 1964 | 207.365    |
| 1965 | 224.346    |
| 1966 | 256.145    |
| 1967 | 269.132    |

### Antologia de ciència-ficció
Tales to Astonish i la seva publicació germana Tales of Suspense es van llançar amb una data de portada gener de 1959. La primera publicació del primer volum de Tales to Astonish es va produir en els números 1 a 34 (gener de 1959 - agost de 1962), inicialment editat per Atlas Comics, el precursor de Marvel dels anys 1950; va passar al segell de Marvel amb el número 21 de juliol de 1961, el primer amb una portada que portava la caixa "MC" primerenca. Contenia històries de misteri/suspens en ciència-ficció escrites principalment per l'editor en cap Stan Lee i el seu germà, Larry Lieber, amb artistes com Jack Kirby, Steve Ditko, Dick Ayers, Don Heck i Paul Reinman. Una història anomenada, "The Man in the Ant Hill" (L'home a la muntanya de les formigues), al núm. 27 (gener del 1962), va presentar al personatge Henry Pym, que es tornaria a reposar vuit números més tard com el superheroi Ant-Man (l'Home Formiga). Les històries antològiques van continuar apareixent com a històries complementàries fins que Tales to Astonish es va convertir en un "llibre dividit" de superherois el 1964, quan va començar a presentar una història de Giant-Man i una altra de Hulk.

### Ant-Man i Giant-Man
Després de la seva història antològica única al núm. 27 (gener de 1962), el científic Henry Pym va tornar a posar-se un casc cibernètic i un vestit vermell i va utilitzar la tecnologia per canviar de mida per debutar com a heroi de la forma d'insecte Ant-Man al núm. 35 (setembre de 1962). La sèrie va ser representada per Lee i guionitzada per Lieber, amb llapis primer de Kirby i després de Heck i altres. Wasp (la Vespa) es va introduir com a companya d'Ant-Man al número 44 (juny de 1963). La posterior iteració d'Ant-Man i Pym, Giant-Man, introduïda al núm. 49 (novembre de 1963), va protagonitzar aventures de 10 a 13 pàgines i posteriorment de 18 pàgines, amb la resta de Tales to Astonish dedicades a l'antologia de ciència-ficció i històries de fantasia. A part de Lee i Lieber, escriptors ocasionals incloïen Ernie Hart, amb el pseudònim de HE Huntley, Leon Lazarus (64 de febrer de 1965) i Al Hartley (núm. 69, final del llargmetratge, juliol de 1965). Entre els artistes de la darrera part es va trobar Ditko, Ayers i dos historiadors veterans del periodista i els historiadors anomenen l'edat d'or dels còmics, Carl Burgos i Bob Powell.
La sèrie secundària "Tales of the Wasp" (Contes de la vespa) (# 51-56) va utilitzar la superheroïna per presentar històries de ciència-ficció antològiques, explicant els seus relats a militars hospitalitzats i similars. Wasp també va protagonitzar dues històries posteriors secundàries. Totes van ser guionitzades i dibuixades a llapis per Lieber.

### Hulk i Sub-Mariner
The Hulk, la sèrie original del qual The Incredible Hulk havia estat cancel·lada després d'una publicació de sis números el 1962–63, va tornar a protagonitzar el seu propi serial quan Tales to Astonish es va convertir en un llibre dividit al número 60 (octubre de 1964), després d'haver aparegut com a antagonista de Giant-Man en una història completa el número anterior. Hulk s'havia provat com una estrella popular convidada en tres números de Fantastic Four i un número de The Amazing Spider-Man. Les seves noves històries aquí van ser guiades inicialment per Lee i il·lustrades pel rar equip de llapis Steve Ditko i l'entintador George Roussos. Aquesta primera part de la carrera de Hulk va introduir el Leader, que es convertiria en un dels principals enemics de Hulk, i aquesta carrera va fer que la identitat de Hulk fos coneguda, inicialment només als militars i després públicament. L'Abomination va aparèixer per primera vegada a Tales to Astonish número 90, i s'introdueix com a agent i espia de KGB. Stan Lee va triar el nom "Abomination", quan es va adonar que no pertanyia a cap altre personatge abans de concebre el rerefons i l'aparença del personatge. Lee va recordar que simplement va dir a l'artista Gil Kane que "el fes més gran i fort que el Hulk i ens divertirem molt amb ell".
Namor the Sub-Mariner va rebre el seu primer serial en una dècada a partir del número 70 (agost de 1965). El personatge de l'Edat Daurada Byrrah va ser reintroduït al número 90 (abril de 1967). Després del número final de Tales to Astonish (que es va convertir en la revista The Incredible Hulk protagonitzada només per aquest amb el número núm. 102, abril de 1968), Sub-Mariner va protagonitzar el número únic Iron Man and Sub-Mariner número 1 dividit entre els dos protagonistes de serials de Tales of Suspense i Tales to Astonish abans que cadascú passès a tenir la seva pròpia sèrie, que en el cas de Namor va arribar als 72 números.

## Renaixements
Un segon volum de Tales to Astonish, amb el logotip de portada Tales to Astonish protagonitzat per Sub-Mariner, va publicar 14 números (desembre de 1979 - gener de 1981), reimprimint versions editades de Sub-Mariner # 1–14 (maig de 1968 a juny de 1969). Tot el darrer número tenia versions de 18 pàgines de les històries originals de 20 pàgines, amb panells i text reelaborats per condensar la trama. El darrer número també incloïa tres pin-ups de Sub-Mariner, una del creador de personatges Bill Everett, reimprès de Marvel Mystery Comics No. 9 (juliol de 1940); una del dibuixant Jack Kirby i l'entintador Sol Brodsky, reimpreses de Fantastic Four No. 33 (desembre de 1964); i un nova de l'artista Alan Weiss. Les portades van tornar a reemplaçar l'art original, amb la imatge del número de l'estrena bolcada de 180 graus.
Tales to Astonish vol. 3 número 1 (desembre de 1994) va ser un one-shot especial de 72 pàgines protagonitzat per Hulk, Namor, Ant-Man i Wasp amb la història "Loki's Dream" (El somni de Loki) de l'escriptor Peter David, amb l'art pintat de John Estes.

## Edicions recopilatòries
- Marvel Masterworks: Atlas Era Tales to Astonish
  - Vol. 1 recull Tales to Astonish #1–10, 272 pàgines, gener de 2006, ISBN 978-0-7851-1889-3
  - Vol. 2 recull Tales to Astonish #11–20, 272 pàgines, març de 2008, ISBN 978-0-7851-2913-4
  - Vol. 3 recull Tales to Astonish #21–30, 272 pàgines, març de 2010, ISBN 978-0-7851-4196-9
  - Vol. 4 recull Tales to Astonish #31–34, i material dels números 35–51 i núm. 54, 304 pàgines, març de 2010, ISBN 978-0-7851-5881-3
- Marvel Masterworks: Ant-Man/Giant-Man
  - Vol. 1 recull la història de Henry Pym a Tales to Astonish #27 i la funció Ant-Man / Giant-Man a #35–52, 288 pàgines, març de 2006 ISBN 978-0785120490
  - Vol. 2 recull la funció Giant-Man a Tales to Astonish #53–69, 304 pàgines, febrer de 2008, ISBN 978-0785129110
- Essential Storm Astonishing Ant-Man Henry Pym story in Tales to Astonish No. 27 and Ant-Man / Giant-Man feature in #35–69, 576 pages, febrer 2002, ISBN 978-0785108221
- The Superhero Women: Featuring the Fabuluos Females of Marvel Comics inclou la història d'Ant-Man and the Wasp de Tales to Astonish No. 44, 254 pàgines, novembre de 1977, Simon & Schuster, ISBN 978-0671229283
- Marvel Masterworks: The Incredible Hulk
  - Vol. 2 recull la història de Giant-Man a Tales to Astonish #59 i les de Hulk de #60–79, 266 pàgines, desembre de 2004, ISBN 978-0785116547
  - Vol. 3 recull les històries de Hulk a Tales to Astonish #80-101, 288 pàgines, gener de 2006, ISBN 978-0785120322
- Essential Incredible Hulk
  - Vol. 1 inclou les històries de Hulk a Tales to Astonish #60–91, 528 pàgines, febrer de 1999, ISBN 978-0785164173
  - Vol. 2 inclou les històries de Hulk a Tales to Astonish #92–101, 520 pàgines, setembre de 2001, ISBN 978-0785164180
- The Incredible Hulk inclou històries de Hulk des de Tales to Astonish #60–74 i núm. 88, 253 pàgines, juliol de 1978, Simon & Schuster, ISBN 978-0671242244
- Bring on the Bad Guys: Origins of the Marvel Comics Villains inclou històries de Hulk des de Tales to Astonish #90–91, 253 pàgines, octubre de 1976, Simon & Schuster, ISBN 978-0671223557
- Marvel Masterworks: The Sub-Mariner
  - Vol. 1 recull les històries de Sub-Mariner a Tales to Astonish #70–87, 224 pàgines, maig de 2002, ISBN 978-0785108757
  - Vol. 2 recull les històries de Sub-mariner a Tales to Astonish #88-101, 240 pàgines, juny de 2007, ISBN 978-0785126881
- Essencial Sub-Mariner Vol. La 1 inclou les històries de Sub-Mariner a Tales to Astonish #70-101, 504 pàgines, setembre de 2009, ISBN 9780785130758
- Marvel's Greatest Superhero Battles inclou la història de Sub-Mariner, de Tales to Astonish No. 82, 253 pàgines, novembre de 1978, Simon & Schuster, ISBN 978-0671243913

## En altres mitjans de comunicació
A la pel·lícula de 2015 Ant-Man, després de mostrar imatges d'arxiu de Hank Pym/Ant-Man en acció, Darren Cross fa broma que tota la idea sona com "tales to astonish" (contes per sorprendre).